# Aquilaria malaccensis
Espèce
Synonymes
- Agallochum malaccense (Lam.) Kuntze[2] [3]
- Aloexylum agallochum Lour.[3]
- Aquilaria moluccensis Lam.[4]
- Aquilaria secundaria DC.[4]
- Aquilaria agallocha Roxb.[2] [5]
- Aquilaria agallochum (Lour.) Roxb. ex Finl.[3]
- Aquilaria moluccensis Oken[3]
- Aquilaria ovata Cav.[2]
- Aquilaria secundaria Rumph. ex DC.[2] [3]
- Aquilariella malaccensis (Lam.) Tiegh.[2] [3]

Statut de conservation UICN

 CR A2cd : 
En danger critique
Aquilaria malaccensis est une espèce de plantes du genre Aquilaria de la famille des Thyméléacées.

## Galerie

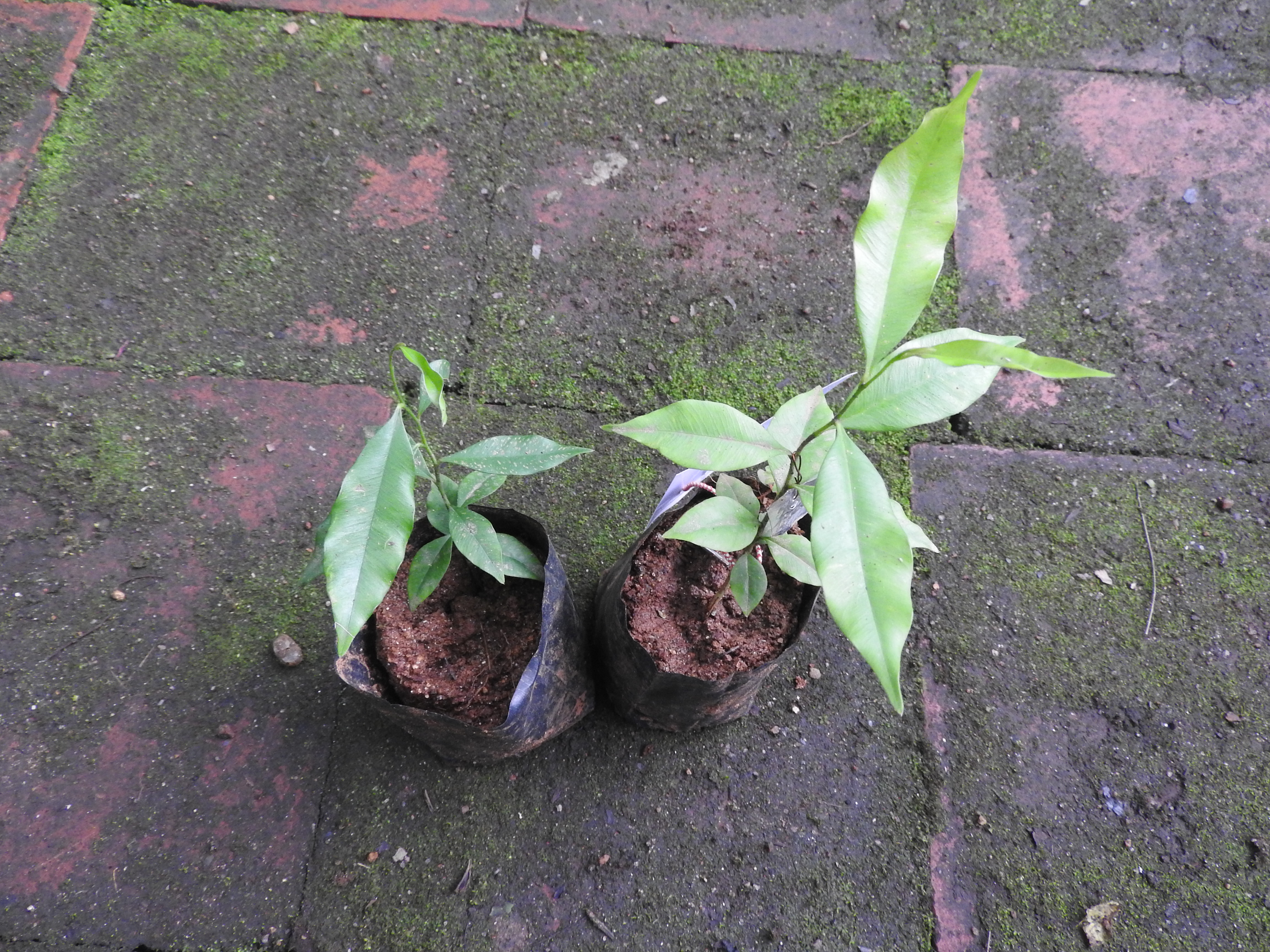
Jeunes plants
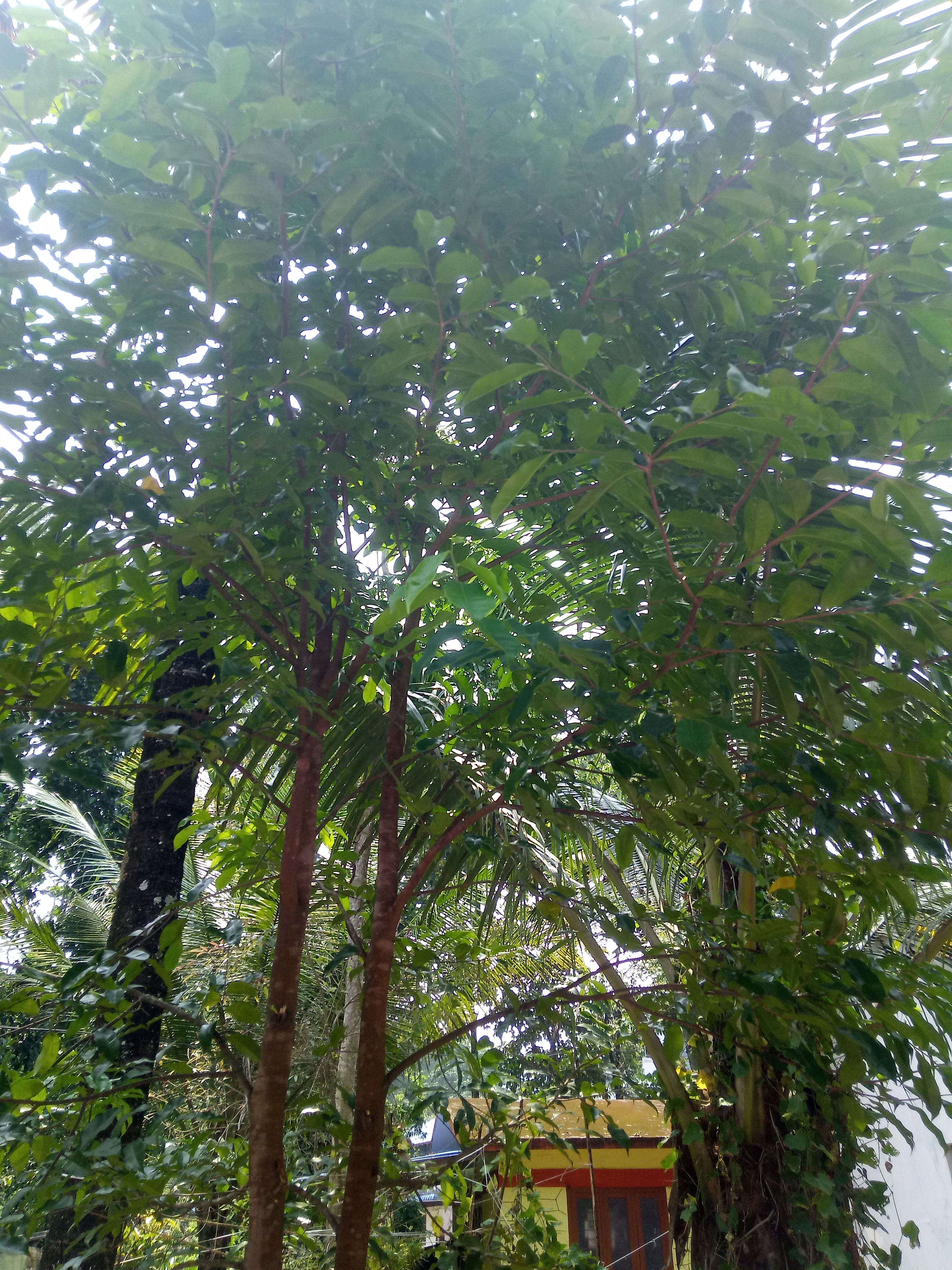
Deux arbres
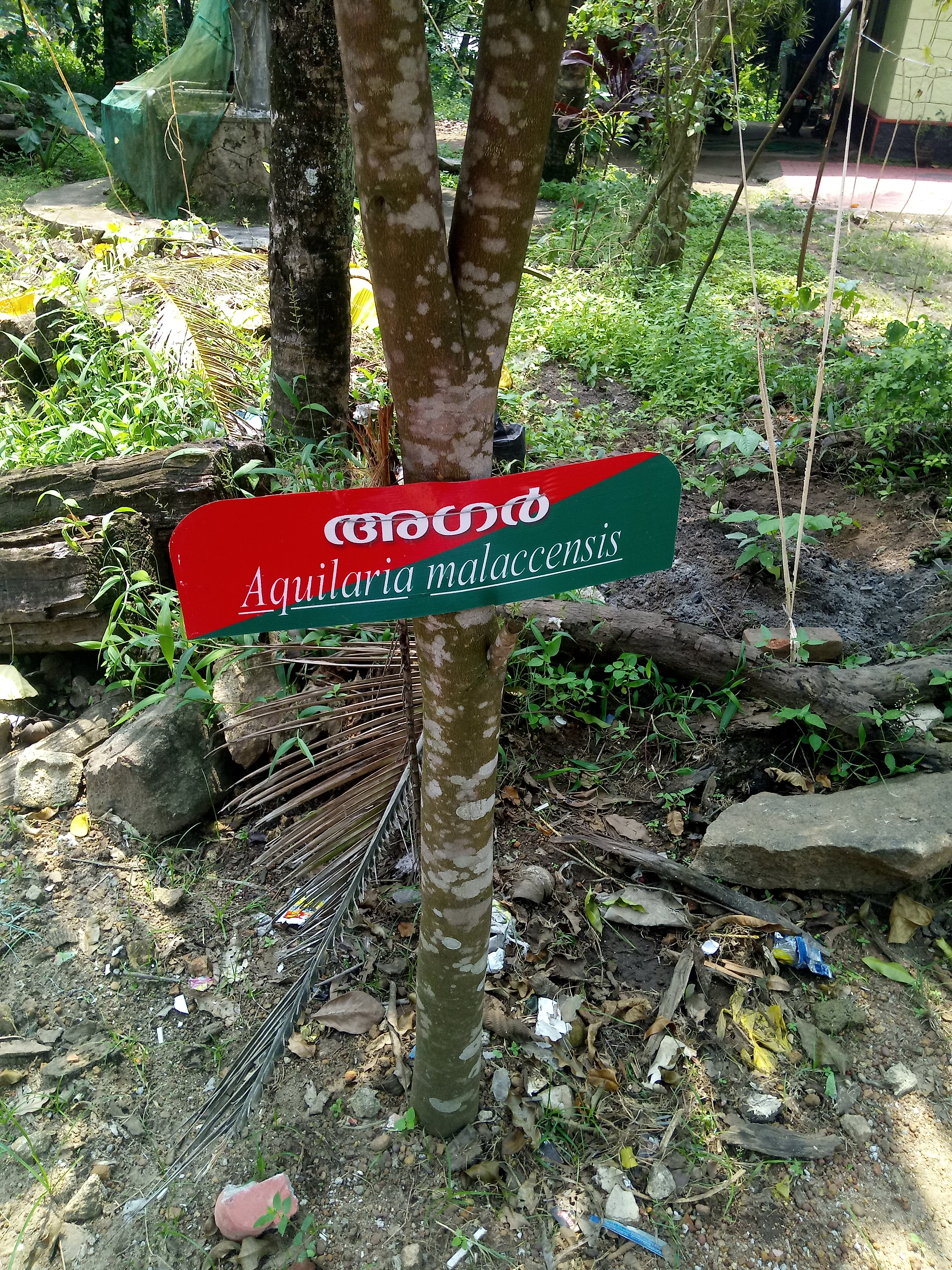
Tronc
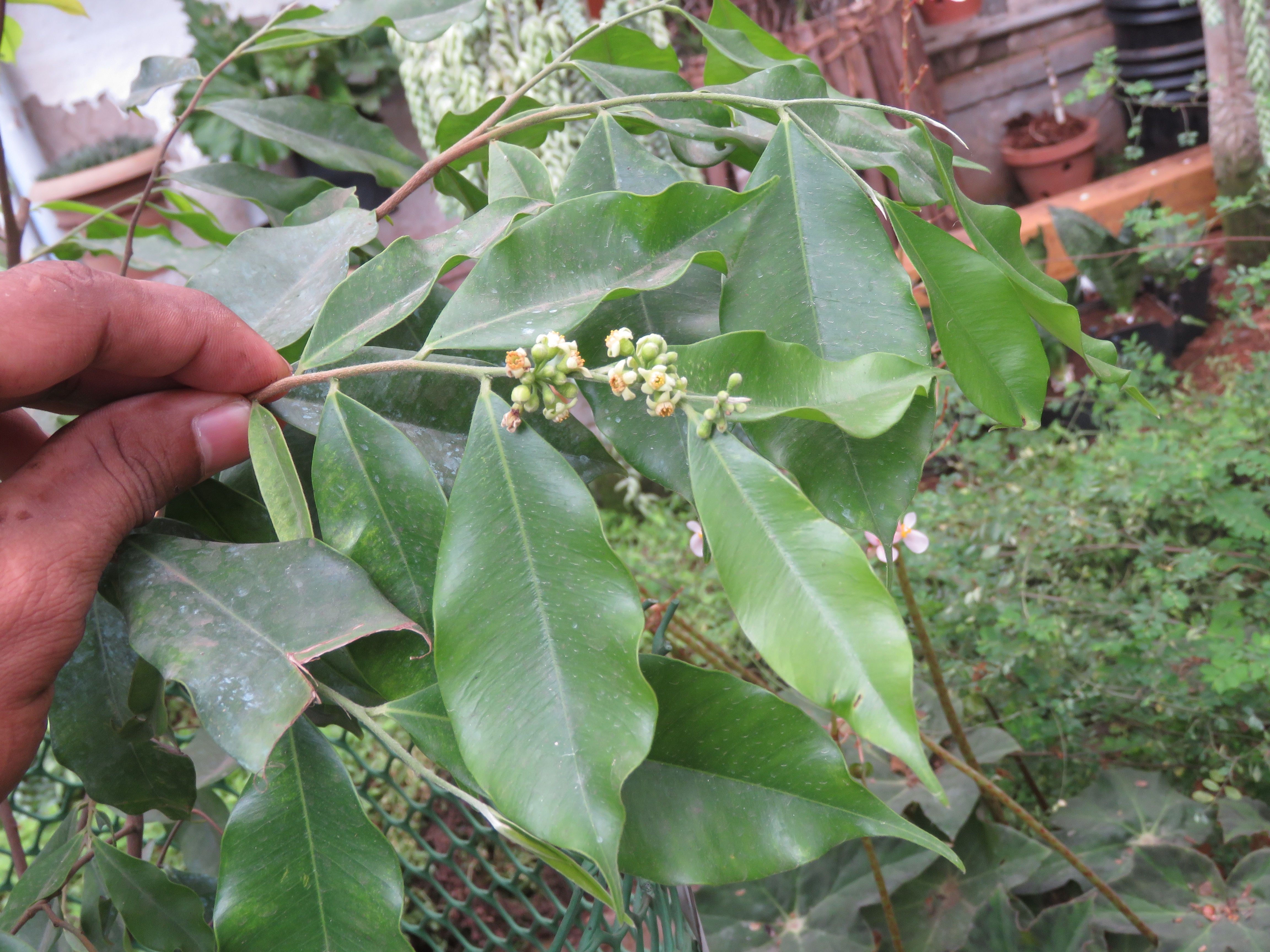
Fleurs et feuilles